# Plaża dla psów
Plaża dla psów – powieść środowiskowa Jacka Kaczmarskiego, która ukazała się w 1998 roku nakładem Wydawnictwa Literackiego. Opisuje życie codzienne mieszkańców Australii widzianych oczami głównego bohatera-narratora Jana Fokusa. Rozczarowany rzeczywistością pragnie napisać za granicą dzieło swojego życia.
Kompozycja powieści jest trójdzielna; każda z części jest zadedykowana innej parze przyjaciół: część Budowniczowie – Grażynie i Jackowi Petryckim, część Łowcy – Ninie i Eugeniuszowi Smolarom, część Żałobnicy – Dagmarze i Mirosławowi Zabiełłom.
Kaczmarski często wykorzystywał w swojej prozie wątki autobiograficzne i tak też jest w wypadku Plaży dla psów. Czytelnik znajdzie tutaj nawiązania do emigracyjnego życia artysty w Australii, jego doświadczeń i nawiązanych znajomości, aluzje do rzeczywistych postaci ukrytych pod zmienionymi nazwiskami. Z powodu tych biograficznych wątków, umieszczanych bez zgody osób zainteresowanych, autor popadał w liczne konflikty z osobami, które czuły się poszkodowane.